# Huzella Pál
Huzella Pál, Hallgató Pál (Vác, 1886. február 12. – Budapest, 1967. május 3.) magyar festőművész.

## Életpályája
Olasz eredetű családból származott. Dr. Huzella Mátyás járásbíró és Farkas Ilona gyermekeként született, vallása római katolikus. 1905-től 1919-ig tanult a budapesti Képzőművészeti Főiskolán. Az 1910-es években a Műcsarnokban és a Művészházban voltak kiállításai. 1914-ben Párizsba utazott, és egy időre ott is maradt, hogy a francia festészetet tanulmányozhassa. Miután hazatért, egyetlen művészcsoportnak sem lett a tagja. 1916. május 27-én Budapesten feleségül vette a római katolikus Valleshausen Janka Ilonát, Valleshausen Sándor és Cselényi Mária leányát. Huzella családnevét 1933-ban változtatta Hallgatóra. Felesége 1954. január 21-én elhunyt.